# Crónica del rey pasmado
Crónica del rey pasmado ("historien om den förbluffade kungen") är en roman från 1989 av den spanske författaren Gonzalo Torrente Ballester. Den utspelar sig på 1600-talet och handlar om en spansk kung, inspirerad av Filip IV. Efter att ha sett en prostituerad kvinna anhåller kungen om att få se sin hustru naken, vilket orsakar skandal och utlöser intriger över landet.
Boken finns bland annat översatt till norska, engelska och franska. År 1991 släpptes en filmatisering med titeln El rey pasmado, i regi av Imanol Uribe.